# Tomáš Hübschman
Tomáš Hübschman (Praag, 4 september 1981) is een Tsjechisch voetballer. Alhoewel hij meestal centrale verdediger speelt, kan hij ook als verdedigende middenvelder uit de voeten.

## Clubcarrière

### Fastav Zlín, Sparta Praag en FK Jablonec
Hübschman begon zijn professionele voetbalcarrière bij FC Fastav Zlín en brak door bij AC Sparta Praag. In het jaar 1999 mocht hij zich voor het eerst melden bij de selectie van het eerste elftal van de club. Dat seizoen zou hij echter geen enkele wedstrijd in actie komen. Mede daarom werd hij het seizoen erop, in 2000/01, verhuurd aan FK Jablonec 97. Bij Jablonec 97 kwam hij dat seizoen 29 wedstrijden in actie en de commentaren op zijn spel waren zeer positief. Daarom mocht hij het seizoen daarop weer terugkeren naar Sparta Praag. Sindsdien werd hij een basisspeler bij de club. Met Sparta won hij in 2002/03 de Gambrinus liga, de Tsjechische competitie. Dankzij zijn goede spel verdiende Tomáš Hübschman in 2004 een transfer naar het buitenland. In totaal speelde hij 81 wedstrijden voor Sparta Praag, waarin hij echter niet tot scoren kwam. Bij Praag maakte hij ook zijn debuut op Europees niveau.

### Sjachtar Donetsk
In 2004 maakte Hübschman de overstap van Sparta Praag naar Sjachtar Donetsk. Daar kwam hij onder andere samen te spelen met zijn landgenoot Jan Laštůvka, de Braziliaan Matuzalem en Oekraïens international Andrei Vorobei. Sjachtar Donetsk betaalde drie miljoen euro aan Sparta Praag voor Hübschman. Hij werd meteen een vaste kracht in het basiselftal van de Oekraïners. Met Donetsk won hij acht landskampioenschappen, won hij vier keer de beker, vijf keer de supercup en won hij de UEFA Cup in het seizoen 2008/09.

### Jablonec
In 2014 keerde Hübschman terug bij FK Jablonec, waar hij aanvoerder werd.

## Interlandcarrière
Hübschman speelde vanaf Tsjechië onder 15 in alle elftallen van Tsjechië. Van Tsjechië onder 21 was hij in 2001 zelfs aanvoerder. Datzelfde jaar maakte hij ook zijn debuut voor het het eerste elftal van Tsjechië. Hoewel Hübschman in 2004 wel mee mocht naar het EK in Portugal, speelde hij er slechts een kleine rol. Voor het wereldkampioenschap 2006 in Duitsland werd hij niet uitgenodigd. Hij nam met Tsjechië ook deel aan het EK voetbal 2012 in Polen en Oekraïne, waar de ploeg van bondscoach Michal Bílek in de kwartfinales werd uitgeschakeld door Portugal, dankzij een rake kopbal van Cristiano Ronaldo.

## Erelijst
AC Sparta Praag
- 1. česká fotbalová liga: 1999/00, 2002/03
- Pohár FAČR: 2003/04

 Sjachtar Donetsk
- Premjer Liha: 2004/05, 2005/06, 2007/08, 2009/10, 2010/11, 2011/12, 2012/13, 2013/14
- Beker van Oekraïne: 2007/08, 2010/11, 2011/12, 2012/13
- Oekraïense Supercup: 2005, 2008, 2010, 2012, 2013
- UEFA Cup: 2008/09